# Defiende Venezuela
Defiende Venezuela es una organización no gubernamental venezolana de derechos humanos. La ONG tiene como objetivo presentar casos de violaciones de los derechos humanos en Venezuela ante instancias internacionales.

## Historia
Defiende Venezuela fue fundada en 2017 por la abogada Génesis Dávila y tiene como objetivo es presentar casos de violaciones de los derechos humanos en Venezuela ante instancias internacionales. La organización ofrece asistencia jurídica pro bono y lleva casos como aquellos del general Ángel Vivas, el de Carlos Graffe y el de los Polichacao, representando a más de 500 víctimas en organizaciones internacionales. En 2018, Defiende Venezuela tramitó 40 denuncias ante el Sistema Interamericano de Derechos Humanos, en comparación al total de 25 denuncias interpuestas en 2015, antes de la fundación de la organización. Dávila abrió una oficina de la ONG en Caracas en octubre de 2020 junto con otras cuatro jóvenes, con la colaboración de otras personas y recaudación de fondos.